# Palacio Universitario (Turín)
El Palacio Universitario es un edificio del siglo XVIII en Turín y se encuentra en el bloque comprendido entre Via Verdi y Via Po.

## Historia
Fue construido por voluntad de Vittorio Amedeo II de Saboya, quien a principios del siglo XVIII planeó una importante reforma de la Universidad de Turín. El proyecto fue de Michelangelo Garove, quien lo entregó en 1713]], año de su muerte, y luego se encargó la ejecución al arquitecto genovés Giovanni Antonio Ricca el Viejo, quien realizó el patio con pórtico y logia, a diferencia del proyecto de Garove. ., que presentaba arcos ciegos.  La construcción del edificio finalizó en 1720 y la inauguración tuvo lugar el 7 de noviembre de ese año.

Entre 1715 y 1726 intervino también Filippo Juvara, autor de la fachada que da a via Verdi, en terracota,  mientras que la de via Po es uniforme respecto a los demás edificios de la histórica calle.

## Descripción

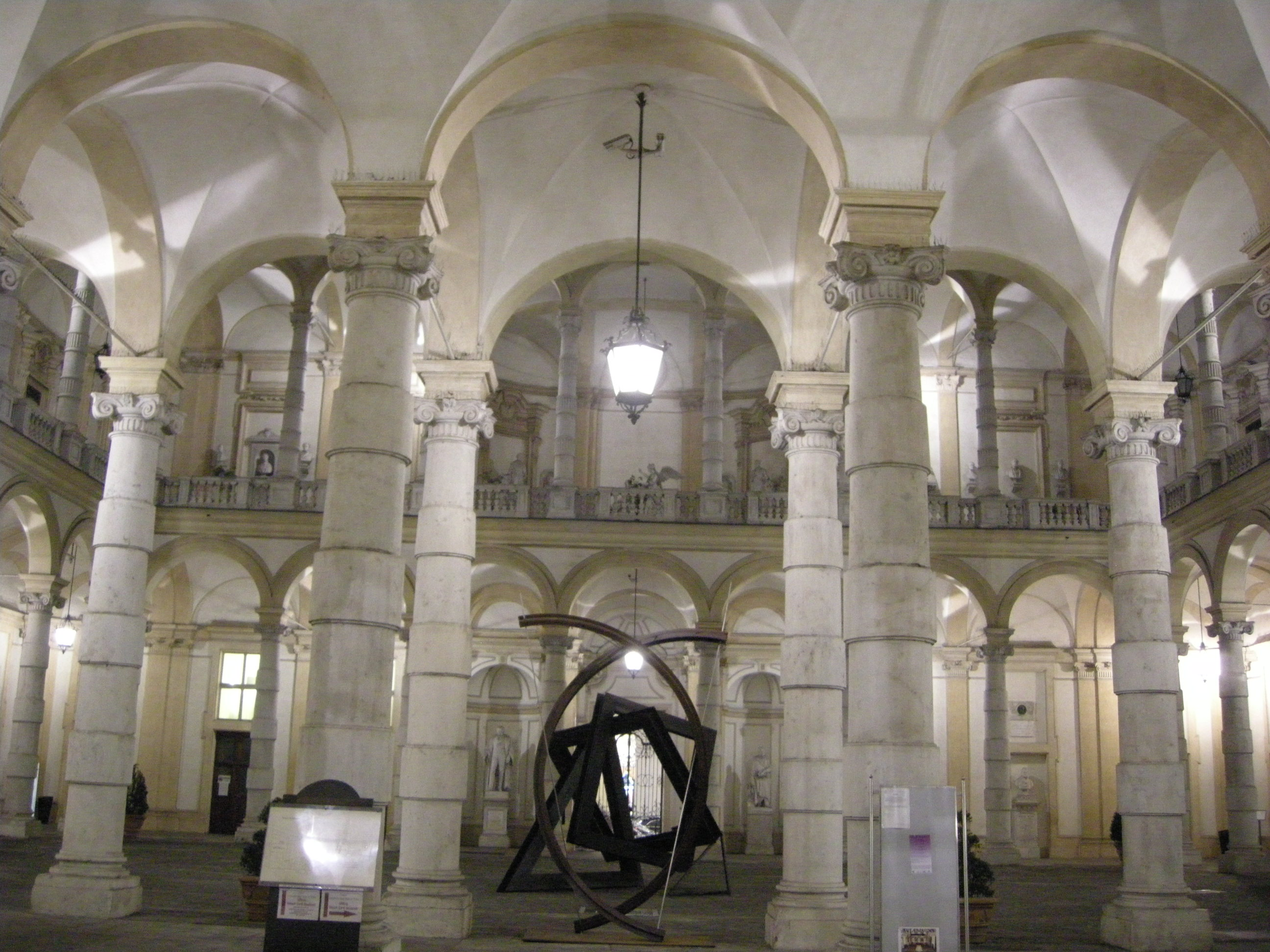
El patio de noche
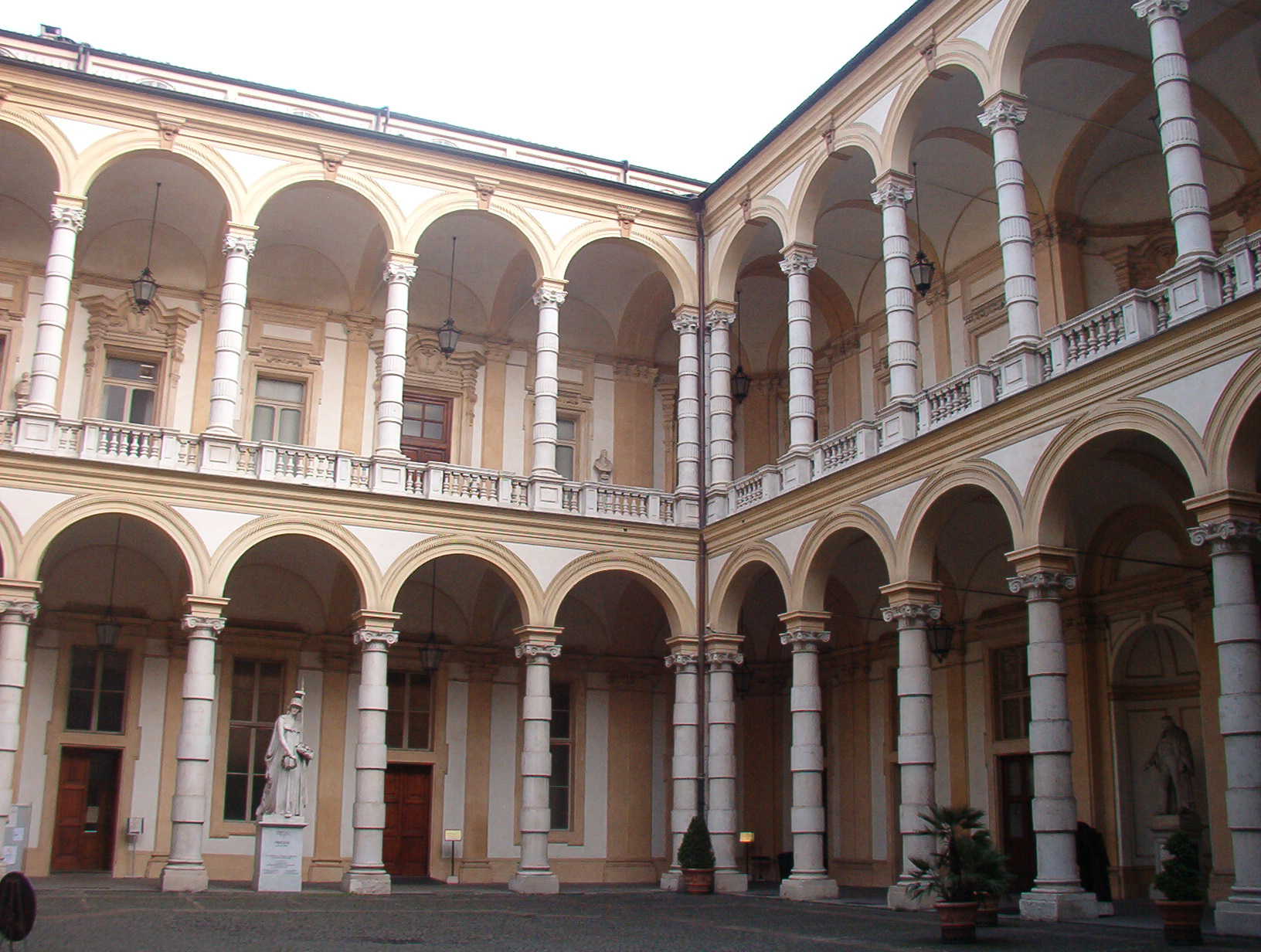
El patio interior con la logia doble
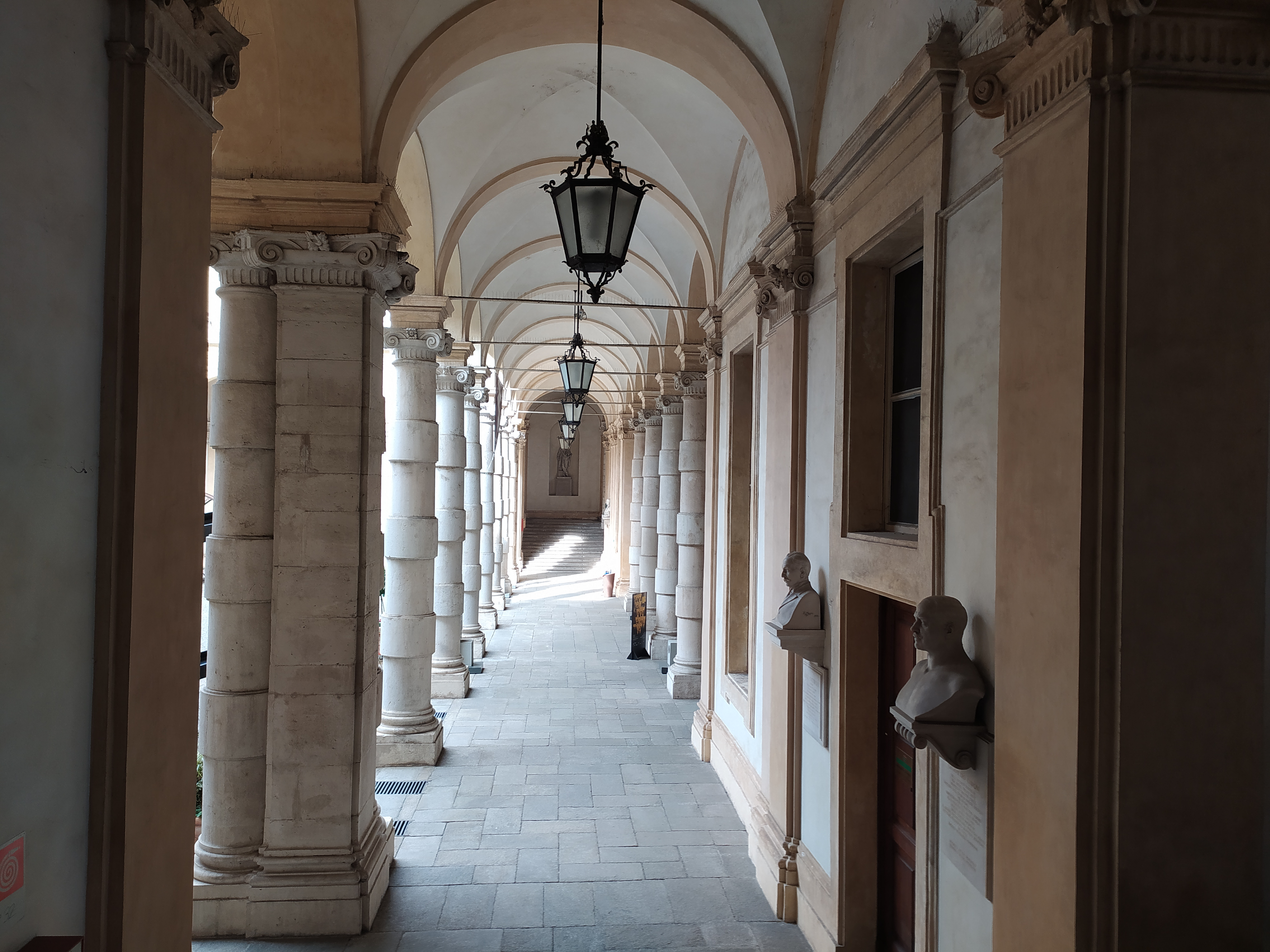
Pórtico del Rectorado de la Universidad de Turín

El elemento más espectacular del edificio es el patio interior con doble logia, bajo el cual se sitúan los bustos y estatuas de los ilustres profesores que allí enseñaron así como la placa que conmemora el grado en teología obtenido aquí por Erasmo de Rotterdam en 1506. De particular valor es también el portal de entrada neoclásico de Via Verdi, obra de 1834 de Giuseppe Talucchi.

## Uso
Desde su construcción es sede de la Universidad de Turín. Actualmente alberga las oficinas, la sede del Rectorado y también es sede de algunas facultades así como exposiciones temporales en su patio interior.

## Entradas relacionadas
- Universidad de Turín
- Palacio Nuevo (Turín)
- Campus Luigi Einaudi
- Villas y palacios de Turín

- Datos: Q3891415
- Multimedia: Palazzo dell'Università (Turin) / Q3891415